# Petr van Blokland
Pour les articles homonymes, voir Blokland.
Petr van Blokland, né en 1956 à Gouda (Pays-Bas) est un graphiste et créateur de caractères.
Il suit les études d'arts graphiques à l'Académie royale des beaux-arts de la Haye. Graphiste free-lance depuis 1980, il travaille dans son studio à Delft. Il enseigne à l'Académie royale des beaux-arts de la Haye., puis à l'Académie des beaux-arts d'Arnhem Il travaille aussi avec son frère Erik van Blokland et Just van Rossum sur l'outil de création typographique Robofog.
Il est le créateur des polices Productus et Proforma.
Il a obtenu le prix Charles-Peignot en 1988.

## Sources
- Friedrich Friedt, Nicolaus Ott, Bernard Stein, Typographie, quand, qui, comment, Könemann, 1998
- (en) Site officiel de l'ATypI: Prix Charles Peignot
- LettError, site de Petr van Blokland :